# Rue d'Austerlitz (Paris)
Pour les articles homonymes, voir Rue d’Austerlitz.
La rue d'Austerlitz est une voie située dans le quartier des Quinze-Vingts du 12e arrondissement de Paris. 

## Situation et accès

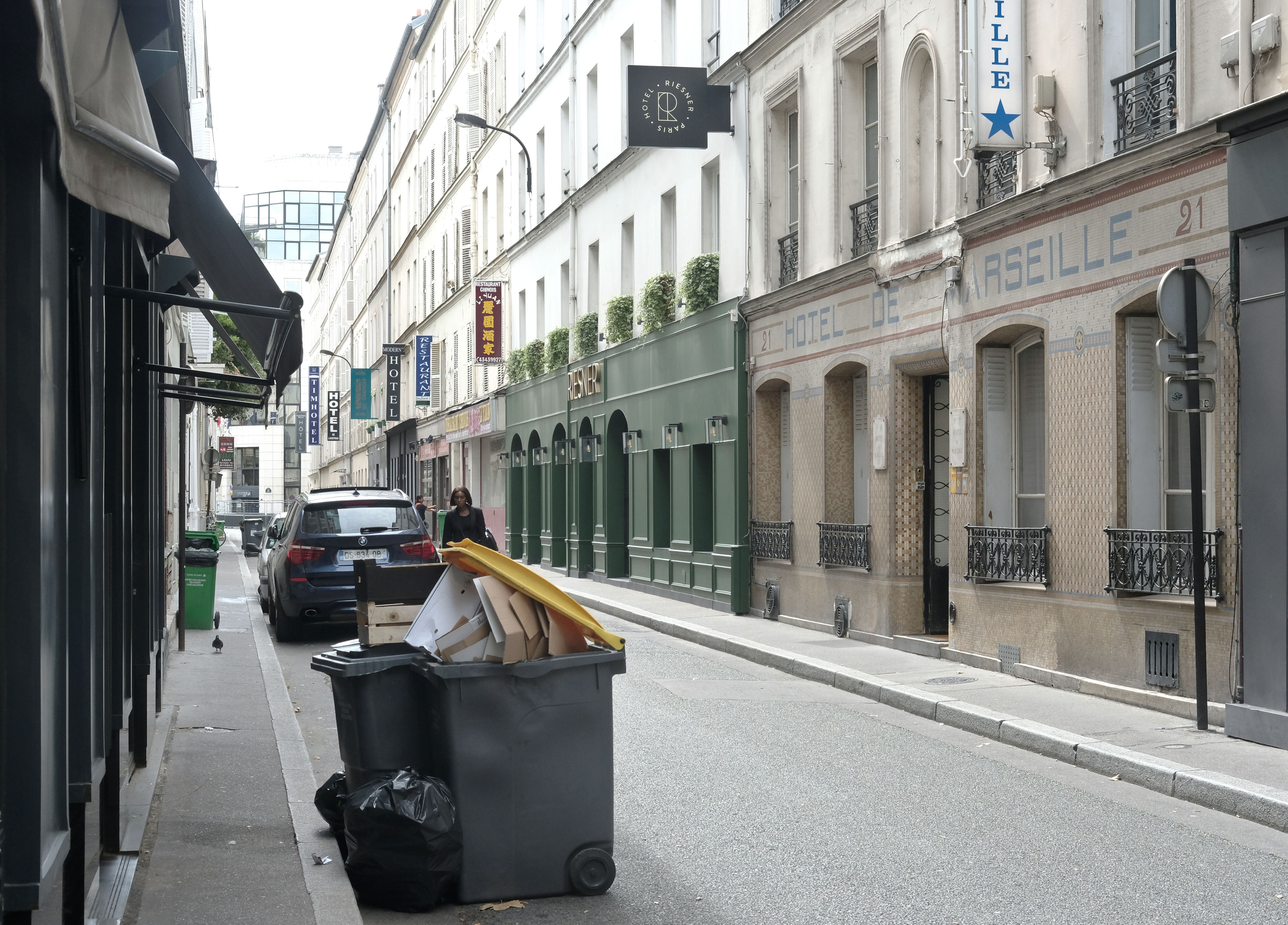
La rue d'Austerlitz vue depuis la rue de Lyon.

La rue d'Austerlitz est accessible à proximité par la ligne de métro 5 à la station Quai de la Rapée.

## Origine du nom
Elle tire son nom en souvenir de la victoire remportée à Austerlitz sur les Russes et les Autrichiens, le 2 décembre 1805, en raison de la proximité du pont d'Austerlitz.

## Historique
Cette ancienne voie privée s'appelait antérieurement « passage d'Orient » puis « passage d'Austerlitz », avant de prendre sa dénomination actuelle en 1896.

## Bâtiments remarquables et lieux de mémoire
Le 5 octobre 1793, le Conseil de la Commune avait décidé de donner à cette voie le nom de la rue des Marseillais. En 1806 on donna à une partie de la rue le nom d’Austerlitz pour célébrer tout à la fois la grande victoire des armes françaises et un illustre Compiégnois qui avait contribué à ce succès, le général de Seroux, dont la demeure se trouvait dans cette rue.
Né le 3 septembre 1742, Jean-Nicolas de Seroux était entré au service à 13 ans, le 7 juin 1755, comme cadet d’artillerie. Il avait pris part à la guerre de Sept Ans et était lieutenant-colonel à la Révolution. Destitué en 1793, il avait été réintégré dans son grade peu après et avait fait avec honneur les campagnes de la République et de l’Empire, se distinguant notamment à Friedland. A Austerlitz, il commandait l’artillerie du 6 corps, sous les ordres du maréchal Ney. Il avait alors comme chef d’état-major, son gendre, le baron de Bicquilley, qui devint général d’artillerie.
La brillante conduite du général de Seroux à Austerlitz, lui avait valu le grade de général de division, le 8 février 1806 et la dignité de grand officier de la Légion d’Honneur, le 11 juillet 1807. Il prenait sa retraite en 1815, après 60 ans de service et était nommé lieutenant-général honoraire. Conseiller municipal de Compiègne sous la Restauration, il mourut le 5 septembre 1822.
Sous la Restauration, le nom de rue d’Austerlitz avait été supprimé. Par une lettre lue au conseil municipal le 23 mai 1846, M. de Bicquilley, petit-fils du général de Seroux, demanda le rétablissement de ce nom qui rappelait le souvenir des hauts faits de son grand-père et de son père, en même temps qu’une glorieuse victoire française. Le conseil municipal décida, non seulement de rendre à la partie de la rue qui l’avait porté, le nom d’Austerlitz, mais de l’étendre à toute la rue s’avançant jusqu’au portail Saint-Antoine.
L’immeuble qu’avait occupé le général de Seroux est la magnifique propriété du Beauregard, qui longe une partie de la rue d’Austerlitz, et qui fit autrefois partie du domaine que Charles-le-Chauve possédait sur le bord de l’Oise et que l’on appelait le Logis du Roi. Plus tard, Saint Louis avait donné une partie de ce domaine aux religieux de l’ordre de Saint-Dominique, pour y fonder un couvent de Frères prêcheurs, ou Jacobins.

Jacques Mermet, tiré de “nos rues ont une histoire“ in https://histoire-compiegne.com › histoire-de-compiegne › histoire-de-nos-rues